# A Bièvre partja Bicêtre közelében
A Bièvre partja Bicêtre közelében (Les Rives de la Bièvre près de Bicêtre) Henri Rousseau festménye, amely a New York-i Metropolitan Művészeti Múzeum gyűjteményének rész.
A művész 1908–1909-ben festette a tájképet a Párizs déli határán elterülő munkásnegyedben, Bicêtre-ben, a Bièvre folyó közelében, amelyet mára nagyrészt föld alatti csatornákba tereltek. A kép készítésének idején a víz erősen szennyezett volt, de egyes helyeken még festői környezetben haladt, ahogy erre a mű bal oldalán, a nagy fák szegélyezte ösvényen haladó, parasztruhás alakok utalnak. A kép felső részén a 17. században épült d’Arcueil vízvezeték látható. Rousseau 1909-ben adta át a festményt eladásra Ambroise Vollard műkereskedőnek. A keretre egy cédulát erősített, amelyre kézzel írt rá képének témáját.